# Assaig d'orquestra
Assaig d'orquestra (original: Prova d'orchestra) és una pel·lícula italiana dirigida per Federico Fellini, estrenada el 1978. Ha estat doblada al català.

## Argument
En un oratori del segle xiii, una orquestra simfònica (formació d'una quarantena de músics) assaja una obra de Nino Rota (tot i que el nom del compositor mai no és mencionat). El representant sindical de l'orquestra prevèn els músics que un equip de televisió vindrà a filmar l'assaig, i entrevistar els músics que desitjaran.
No es veurà mai l'equip tècnic, al qual els músics, successivament, confien, d'un mode més o menys seriós, el seu punt de vista sobre el seu instrument, el seu lloc a l'orquestra, les seves relacions amb els altres instruments o grups d'instruments; resulta de la impressió general que cada faristol jutja el seu instrument més important, el més ric en possibilitats, en emocions, i sovint crítica els altres faristols per a la importància que es donen, equivocadament segons ells.
Després arriba el director d'orquestra, comença l'assaig, però se sent un molt sec antagonisme entre el "mestre", que veu l'orquestra com un instrument a les seves mans per a la creació d'una obra, i els músics, que es comporten menys com artistes que com assalariats de la música: lluny de sacralitzar la seva relació amb l'art, aprofiten cada instant en què no toquen per beure, menjar, escoltar la ràdio, barallar-se per detalls tècnics o relacionals, i fan sovint referència al seu sindicat, portaveu de les seves reivindicacions o de les seves frustracions.
El director d'orquestra es mostra molt tallant en les indicacions que dona a l'orquestra - es tracta més aviat d'insults per la seva manera d'interpretar, la seva sensibilitat artística, i l'assaig és interromput per una "doble pausa sindical" (o sigui vint minuts) després d'una durada sensiblement equivalent de treball, sobre un primer moviment demanant lleugeresa, que ha estat un fracàs, i un segon, allegro, on el cap ha demanat al contrari més energia, que sembla que al cap i a la fi har obtingut.
L'equip de televisió, sempre amb càmera subjectiva (és a dir que som al seu lloc) aprofita per interrogar el mestre. Aquest lamenta l'evolució de l'orquestra, que ha fet que el que era un conjunt soldat al voltant del seu cap per l'amor de l'art s'ha convertit en una reagrupació forçada d'individus amb interessos antagonics "units per l'odi".
De sobte, un tall de corrent interromp l'entrevista, i quan el cap surt per conèixer-ne les raons comprova que l'orquestra s'ha transformat en una mena d'"happening" teatral com se'n feien molts al començament dels anys 70, amb reivindicacions de "llibertat artística", denúncia de l'autoritat, improvisacions diverses, desordre reivindicat, grafits sobre els murs i amor lliure. Es tracta d'una revolta contra el director d'orquestra, però menys d'una revolta "social" (on els músics demanarien millors de les seves condicions de treball) que d'una revolta "artística" (reivindiquen principalment la llibertat de crear la seva pròpia música).
Després d'algun temps, el conjunt de la decoració és agitat amb cops sords a intervals regulars. Els xocs s'amplien, els músics descobreixen amb horror que els murs de la sala s'esquerden, després comencen a caure, sota els cops d'una bola d'acer maniobrada sens dubte per una grua, del tipus que s'utilitza per enderrocar els immobles.
Després de l'aparició de la bola, que fa caure un pany de paret sobre l'arpista, tot "entra en l'ordre": la demolició sembla acabar, la "revolta" dels músics també, la repetició es reprèn, sota els crits del director d'orquestra, sempre més tallants.

## Anàlisi
Si en el fons, la narració de la pel·lícula és molt simple, i lineal (unitat de lloc, d'acció i de temps), la pel·lícula presenta diversos temes :
- la creació musical, en particular el paper de cadascun dels intervinents: Per oposició a la imatge llisa, perfecta d'una orquestra en representació, es descobreixen els músics com ésser humans, que han d'intentar trobar un acord.
- la revolta contra l'autoritat: aquest sembla el segon tema de la pel·lícula (l'orquestra que representa una metàfora de la societat, contra els individualismes, el perdó de l'autoritat, després, de cara a un perill col·lectiu (la destrucció de l'edifici) la tornada a l'ordre i a la submissió), però de fet aquesta "revolta" resta molt teatral, caricaturesca, en resum hom es pot preguntar si Fellini, més que ensenyar una revolta, no intenta ridiculitzar els esdeveniments dels deu últims anys (1968 - 1978).
- El paper de la televisió, que dona a cada individu l'ocasió d'expressar els seus sentiments, sense filtre, com a ferment de la revolta, exaltant els agrors de cadascun.
- En l'època de l'estrena, diverses crítiques es van demanar si el fet que el director d'orquestra sigui alemany, i arengui els seus músics de manera molt brutal, no era una metàfora de la Segona Guerra mundial; aquesta anàlisi xoca tanmateix ben mirat que la pel·lícula sembla demostrar que l'autoritat, representada amb el director d'orquestra, és finalment necessària.

## Repartiment
- Balduin Bas: Cap d'orquestra
- Clara Colosimo: Arpa
- Elisabeth Labi: Pianista
- Ronaldo Bonacchi: Contrabaix
- Ferdinando Villella: Violoncel
- Franco Lavarone: Tub
- David Maunsell: Primer violí
- Francesco Aluigi: Segon violí
- Andy Miller: Oboè
- Sibyl Amarilli Mostert: Flauta